# Guido II de la Roche
Guido II de la Roche (1280-5 de octubre de 1308) fue el duque de Atenas desde 1287, el último duque de su familia. Sucedió como menor de edad a la muerte de su padre, Guillermo I, en un momento en que el Ducado de Atenas había superado al Principado de Acaya en riqueza, poder e importancia.
Guido estuvo originalmente bajo la tutela y regencia de su madre, Helena Comnena Ducaina, que se vio obligada a hacer sumisión a Isabel de Villehardouin en diciembre de 1289. En 1291, Helena se casó con su segundo esposo, Hugo de Brienne, y se convirtió en bailío del ducado. Guido alcanzó la mayoría de edad en 1296 e hizo homenaje a Isabel y a su esposo, Florencio de Henao. En 1299, Guido se había comprometido con Matilde, la hija de Isabel y Florencio. Carlos de Valois se opuso, ya que su permiso no había sido solicitado, pero el papa Bonifacio VIII intervino en nombre de la joven pareja.
Cuando Guido le rindió homenaje al segundo esposo de Isabel, Felipe de Saboya, en 1301, llevó a sus tropas con él y entró en Tesalia para defender a su primo Juan II Ducas contra la invasión del déspota de Epiro, Tomás I Comneno Ducas, y su madre, Ana Cantacucena. Acompañado por Nicolás III de Saint Omer, señor de Tebas, rechazó a los epirotas y luego invadió el territorio griego hasta Tesalónica, donde fueron convencidos de dar marcha atrás por la emperatriz Irene de Montferrato.
En 1307, Guido fue bailío de Acaya por su nuevo príncipe, Felipe I de Tarento. Gobernó bien, pero por apenas un año, en 1308, a la edad de 28 años.Murió joven, pero respetado y reconocido por su caballerosidad y buenos modales, propias de los cortes francas establecidas en Grecia. Fue enterrado en Dafni, junto a sus antepasados. No dejó herederos y la línea de duques de la Roche llegó a su fin. Atenas fue disputado entre los pretendientes hasta que el parlamento del ducado eligió a Gualterio V de Brienne.